# Trolejbusy w Atyrau
Trolejbusy w Atyrau − zlikwidowany system komunikacji trolejbusowej w Atyrau w Kazachstanie.
Trolejbusy w Atyrau uruchomiono 4 września 1996. Jedyna uruchomiona linia trolejbusowa działała do 29 kwietnia 1999 kiedy to ją zlikwidowano.

## Tabor
Do obsługi linii posiadano 5 trolejbusów ZiU-9 o nr od 1 do 5 wyprodukowanych w 1994.